# Парламентские выборы в Джибути (2013)
Парламентские выборы в Джибути проводились 22 февраля 2013 года. В отличие от предыдущих выборов, которые оппозиция бойкотировала, она участвовала в этих выборах как альянс Союз за национальное спасение. 
По официальным данным правящая коалиция Союз за президентское большинство получила 49 мест из 65 мест парламента, однако оппозиция указывала на многочисленные случаи фальсификаций, включая вбросы бюллетеней и повторное голосование, и не согласилась с объявленными результатами. В частности, оппозиция указывала на факт, что, по словам министра внутренних дел Ассана Дарар Уффане, в городе Джибути, где проживают 3/4 населения страны за UMP проголосовало 49,39 % избирателей, а за оппозицию 47,61 %. 

## Избирательная система
Национальная ассамблея Джибути состоит из 65 депутатов, которые переизбираются каждые пять лет. Ранее применялась исключительно мажоритарная система, что давало возможность правящей коалиции получать все места парламента даже в случае относительно небольшого преимущества. Под давлением оппозиции к выборам 2013 года была введена поправка и 20 % мест распределялось по пропорциональной системе.  

## Предвыборная обстановка и кампания
23 сентября 2012 года, незадолго до выборов, президент Джибути Исмаил Омар Гелле значительно изменил руководящий состав своей партии Народное движение за прогресс. Впервые за 10 лет оппозиция получила доступ к средствам массовой информации во время избирательной кампании. На многочисленных собраниях оппозиции призывали к более справедливому обществу и ответственности. Выборы проходили мирно, время работы избирательных участков было продлено на час из-за высокой явки избирателей.

## Результаты
Результаты выборов в Национальное собрание Джибути 22 февраля 2013 года 
| Партии и коалиции                                                                          | Партии и коалиции                   | Votes   | %    | Места |
| ------------------------------------------------------------------------------------------ | ----------------------------------- | ------- | ---- | ----- |
|                                                                                            | Союз за президентское большинство   | 73 817  | 61,5 | 43    |
|                                                                                            | Союз за национальное спасение       | 42 721  | 35,6 | 21    |
|                                                                                            | Центр объединённых демократов       | 3554    | 3,0  | 1     |
| Недействительные/пустые бюллетени                                                          | Недействительные/пустые бюллетени   | 2241    | –    | –     |
| Всего                                                                                      | Всего                               | 122 333 | 100  | 65    |
| Зарегистрированных избирателей/Явка                                                        | Зарегистрированных избирателей/Явка | 176 878 | 69,2 | –     |
| Источник: Adam Carr's Election Archive Архивная копия от 11 ноября 2013 на Wayback Machine |                                     |         |      |       |

Пресс-секретарь оппозиционного Союза национального спасения Даэр Ахмед Фара, который позже был арестован полицией без объяснения причин, обвинил власти в массированной фальсификации выборов. Он заявил, что многие избирательные участки, особенно на севере страны, полностью контролировались властями и представители оппозиции на них не допускались.